# Пушкинская улица (Павловск)
Пу́шкинская улица — улица в городе Павловске Пушкинского района Санкт-Петербурга. Проходит от улицы Луначарского до Казарменного переулка.
Первоначально называлась Запасной улицей. Геоним известен с 1898 года. Его происхождение не установлено.
Примерно в 1952 году улицу переименовали в Пушкинскую — в честь русского поэта А. С. Пушкина.
31 января 2017 года 100-метровый конечный участок Пушкинской улицы вошёл в состав новообразованного Казарменного переулка.

## Перекрёстки
- улица Луначарского
- переулок Красного Курсанта
- Казарменный переулок